# Goud van Oud
Goud van Oud is een programma van Radio Veronica, dat uitgezonden wordt in de late ochtend, na de ochtendshow. In Goud van Oud wordt voornamelijk gouwe ouwe muziek gedraaid. Ook komen de verhalen achter de grootste hits aan bod. Het programma heeft door de jaren heen diverse gedaantes gekend en is lange tijd gepresenteerd door Bart van Leeuwen. In 2025 is het programma dagelijks te horen tussen 10:00 - 12:00 uur. Doordeweeks met Marisa Heutink en in het weekend met Maurice Verschuuren

## Geschiedenis
Goud van Out startte in 1965 als programma van Rob Out bij de zeezender Radio Veronica. Tot de laatste uitzenddag van de zeezender (op zaterdag 31 augustus 1974) werd het programma uitgezonden.
Toen Veronica vanaf Hemelvaartsdag 27 mei 1976 als aspirant-omroep (Veronica) zendtijd kreeg toebedeeld in het publieke bestel, werd het programma vanaf vrijdag 28 mei 1976 periodiek door het publieke Veronica in haar uur zendtijd op de vrijdagavond (19:00 - 20:00 uur) op de nationale publieke popzender Hilversum 3 uitgezonden.

### Goud van Oud
Pas vanaf de nieuwe naamgeving en zenderprofilering per 1 december 1985 kwam het programma vanaf vrijdag 6 december 1985 wekelijks terug op Veronica's Volle Vrijdag op vanaf dan Radio 3. Peter Teekamp presenteerde vanaf 16 mei 1986 Goud van Oud, nu dus met een d aan het eind. Onder Teekamp groeide het programma vanaf mei 1986 uit tot het best beluisterde radioprogramma van Nederland, met zo een 3 miljoen luisteraars. Toen Peter Teekamp per donderdag 7 april 1988 naar de TROS overstapte, heeft eerst Rob Stenders het programma nog korte tijd tot juli 1988 gepresenteerd, daarna tot februari 1991 Bart van Leeuwen, een korte tijd van 15 februari 1991 tot 30 augustus 1991 presenteerde Peter Holland het programma. Vervolgens vanaf september 1991 tot april 1992 wederom Bart van Leeuwen, vanaf 1 mei 1992 tot en met de laatste volle vrijdag op Radio 3 (2 oktober 1992) Michael Pilarczyk, die het programma op de nieuwe uitzenddag zaterdag nog van 11 oktober tot en met 31 oktober 1992 presenteerde. Vanaf zaterdag 7 november 1992 tot medio december 1993 presenteerde Gijs Staverman op de zaterdagochtend Goud van Oud. Onder zijn presentatie stopte Veronica in september 1993 met de beroemde begin tune. De laatste presentator op Radio 3 vanaf zaterdag 1 januari 1994 tot de laatste uitzenddag van het publieke Veronica op zaterdag 26 augustus 1995 was Edwin Diergaarde. Daarna was Goud van Oud te horen op HitRadio Veronica. Vanaf september 2003 presenteerde Van Leeuwen het programma iedere werkdag op Radio Veronica. En vanaf mei 2004 tot en met augustus 2008, werd Goud van Oud ook op elke zaterdag en zondag uitgezonden, gepresenteerd door Arlo van Sluis en vanaf oktober 2006 Peter Teekamp. In 2007 presenteerde Bart van Leeuwen Goud van Oud tijdelijk zeven dagen in de week. Hij verving Peter Teekamp die wegens ziekte niet op de radio te horen was.
Het radioprogramma heeft door de jaren heen meerdere presentatoren gekend. Bart van Leeuwen presenteerde het programma het langst.
Goud van Oud kwam in november 2013 te vervallen na de introductie van een nieuwe programmering, waarbij voor Van Leeuwen en Goud van Oud geen plek meer bleek te zijn.
Vanaf 2 februari 2015 gooide Radio Veronica echter haar programmering weer om. Van Leeuwen keerde terug op het commerciële radiostation en met hem het programma Goud van Oud. Veronica ging - zoals toenmalig directeur Erik de Zwart het noemde - weer zwaar leunen op het verleden. Vanaf zaterdag 7 februari 2015 was het programma op de zaterdagmorgen en de zondagmorgen tussen 8:00 en 12:00 uur weer te beluisteren op de radio. In januari 2016 stopte het programma bij Radio Veronica en in december 2016 vertrok Van Leeuwen bij de zender van Talpa Radio, omdat er voor hem geen plek meer was in de programmering.

## Tv-programma
Goud van Oud is enkele jaren als tv-programma te zien geweest. Oude clips werden vertoond, gecombineerd met nieuwsfeiten uit die jaren. Aan het eind van de jaren tachtig en begin jaren negentig werd er in april vanuit het Autotron in Rosmalen en later vanuit Apeldoorn Goud van Oud Live rechtstreeks uitgezonden op Radio 3. Artiesten die in de jaren zestig en zeventig hits hadden, traden live op in de Ericahal (later de Americahal geheten). Deze optredens werden ook op tv uitgezonden.

## Terugkeer op de radio
In 2020 keerde Goud van Oud terug op Radio Veronica. Jasper de Vries presenteerde de weekendeditie in eerste instantie. Nadat de Vries per januari 2021 terugkeerde bij NPO Radio 2, volgde Marisa Heutink hem op.
Vanaf februari 2021 is het programma ook weer op werkdagen geprogrammeerd, tussen 10:00 en 12:00 uur en gepresenteerd door Dennis Ruyer.
Met de komst van een nieuwe zenderbaas (Rob Stenders) in april 2021, werd bekendgemaakt dat de programmering van Radio Veronica wijzigt. In de programmering die op 28 juni 2021 van start ging, kwam de weekendeditie van Goud van Oud te vervallen. Het programma bleef op werkdagen uitgezonden worden, onder de naam Ruyer's Goud van Oud.
Per januari 2022 wijzigde de programmering opnieuw waarbij Ruyer's Goud van Oud, een uur uitbreiding kreeg en vanaf dan tussen 09:00 en 12:00 uur uitgezonden wordt. Tegelijkertijd herstartte Radio Veronica de weekendeditie, Verschuuren's Goud van Oud gepresenteerd door Maurice Verschuuren, op de zaterdagmorgen tussen 10:00 en 12:00 uur.
De naam van het programma wijzigt vanaf oktober 2022 en heet vanaf dat moment Marisa's Goud van Oud, omdat Marisa Heutink Ruyer op werkdagen opvolgt. Ruyer vertrok naar Radio 538.